# Гаев, Павел Витальевич
Павел Витальевич Гаев (17 [30] августа 1901, Нижний Тагил, Пермская губерния — 5 октября 1943, Кременчуг, Полтавская область) — советский военный разведчик, гвардии полковник.

## Биография

### Ранние годы
Павел Гаев родился 17 августа 1901 года в городе Нижний Тагил в рабочей семье (в ряде связанных с Минобороны СССР источников в качестве места рождения указан город Свердловск, что не соответствует архивным документам родного брата Павла — Анатолия Гаева, где тот указывает Нижний Тагил в качестве места рождения всех трёх братьев Гаевых). Окончил двухклассное начальное училище (1913). Через 5 лет ушёл добровольцем в армию, окончил политические курсы Харьковского военного округа (1921) и Военно-политическую школу Украинского военного округа в городе Киеве (1923).

### Служба в РККА и Гражданская война
В РККА с 25 июня 1918 года, доброволец. Гаев начинал рядовым красноармейцем в Малышевском коммунистическом батальоне (июнь — август 1918 года). Участвовал в Гражданской войне на Восточном, Южном, Юго-Западном фронтах, воевал против чехословацкого корпуса, войск адмирала А. В. Колчака, генерала П. Н. Врангеля, вооружённых формирований Н. И. Махно.
Служил политруком роты 266-го стрелкового полка 30-й Иркутской стрелковой дивизии (с августа 1918 по сентябрь 1921 гг.). Потом был назначен военным контролёром Особого отдела № 5 в г. Проскурове (сентябрь 1921 — март 1922 гг.). В период с мая 1923 по декабрь 1928 гг. служил политруком роты полковой школы 9-го стрелкового полка (г. Симферополь) 3-й стрелковой дивизии. Был направлен на курсы «Выстрел», которые окончил в 1929 году. В период с 1929 по 1931 годы занимал должности командира и старшего политрука роты 70-го стрелкового полка 24-й стрелковой дивизии. В апреле 1931 года был зачислен слушателем Военной академии РККА им. М.В. Фрунзе.

### Служба в военной разведке
В мае 1934 года Гаев окончил Военную академию им. М.В. Фрунзе и был направлен на штабную работу, занимал должности: помощника начальника штаба 69-го Харьковского стрелкового полка (с мая 1934 по февраль 1935 гг.), начальника штаба 6-го Андижанского стрелкового полка (с февраля по август 1935 года) и помощника начальника 1-го отделения 1-го отдела штаба Киевского военного округа (с августа 1935 по август 1936 гг.).
В августе 1936 года в звании майора откомандирован в распоряжение Разведывательного управления РККА (РУ РККА). С 1937 года работал секретарём военного атташе при посольстве СССР в Польше. В разной степени владел польским и немецким языками.
По завершении командировки с июля по сентябрь 1939 года служил старшим помощником начальника 2-го (Польша, Прибалтика, Румыния) отделения 5-го (информационного) отдела РУ РККА. С ноября 1939 года начальник разведотдела штаба Одесского военного округа.
По архивным документам Гаев в этот период проводил по поручению начальника Разведуправления РККА Ф. И. Голикова проверку разведдонесений бухарестской резидентуры о подготовке Германии к войне.

### Великая Отечественная война

#### Участие в боевых действиях
Участвовал в боевых операциях Великой Отечественной войны в периоды с 22 июля 1941 года по 15 апреля 1942 года и с 25 июля 1943 года до своей гибели 5 октября 1943 года. С июля 1941 и почти до расформирования армии в августе 1942 года — начальник разведотдела штаба 9-й армии (3-го формирования). В этот период 9-я армия участвовала в Ростовском сражении 1941 года, а также в Барвенково-Лозовской операции, защищала Донбасс, пробивалась из окружения в районе Миллерово.
С июня 1942 года помощник руководителя группы контроля за формированием стрелковых и кавалерийских соединений, с декабря — на учёбе в академии. В 1943 году окончил ускоренный курс Высшей военной академии им. К. Е. Ворошилова и был назначен заместителем командира по строевой части 13-й гвардейской стрелковой дивизии 5-й гвардейской армии Воронежского фронта.
В составе дивизии проявил себя хорошим командиром. В представлении на орден Красного Знамени было указано (сохранены орфография и грамматика оригинала):

За период действия дивизии в прорыве с 3 по 12.8.43 г. сумел исключительно полноценно, инициативно обеспечить в сложной обстановке боёв выполнение решения командира дивизии, возглавляя поочерёдно части действующие на гл. направлении или находящиеся в сложной и тяжёлой обстановке, не считаясь при этом с опасностью для жизни. В руководстве частями проявил исключительное спокойствие, здраво оценивая обстановку особенно в бою 7.8.43 г. в с. Берёзовка, Головчино, во время парируя резервом не допускал прорыва противника. Организовал круговую оборону опергруппы комдива в совхозе при окружении немцами.

#### Форсирование Ворсклы и взятие Полтавы
Когда 32-му гвардейскому стрелковому корпусу, в который входила и 13-я гвардейская стрелковая дивизия, была поставлена задача обойти Полтаву с северо-востока и отрезать противнику пути отхода к р. Днепр, передовой отряд корпуса возглавил полковник Гаев. Отряд Гаева к вечеру 21 сентября 1943 года вышел к Ворскле, где завязал бой с оборонявшимися частями противника на западном берегу. Противник был ошеломлён стремительной атакой и к концу дня части дивизии вышли на рубеж Решетиловка—Жуки создав угрозу правому флангу и тылу группировки противника и, тем самым, подготовив благоприятные условия для штурма Полтавы частями 33-го гвардейского стрелкового корпуса.
Вот как вспоминал об этой операции генерал Г. В. Бакланов, командовавший тогда дивизией:

Хорошо помню, что вечером 19 сентября в дивизию приехали командующий армией генерал-лейтенант А. С. Жадов и комкор генерал-майор А. И. Родимцев. До поздней ночи сидели мы в штабе дивизии и обсуждали план дальнейших действий. У командарма родилась интересная мысль: создать сильный подвижной передовой отряд, в задачу которого входило выйти к реке Ворскле в районе Михайловка, Курчумовка, форсировать её и обеспечить условия для переправы нашей дивизии и других соединений армии. ... Для передового отряда самое главное — сохранять свободу перемещения и как можно быстрее выйти к Ворскле. Началось обсуждение вопроса о том, чем усилить отряд. Решено было придать ему танки, самоходные орудия, артдивизион, а бойцов посадить на автомашины.
— Теперь последнее, — сказал А. С. Жадов, — Кому поручим командование отрядом?
Я предложил своего заместителя, полковника П. В. Гаева. Все согласились: полковник Гаев не только отличался личной храбростью. Это был умный, инициативный командир, волевой человек, отличный организатор. ... Начальником штаба подвижного передового отряда назначили подполковника Н. А. Самагина, его заместителем — капитана А. С. Мороза. На рассвете 20 сентября отряд начал готовиться к выступлению. Я тоже приехал в деревню Вязовая, где стоял 39-й полк, и сам проследил за его подготовкой к боевому рейду. Часов в одиннадцать утра последняя машина вышла из деревни, оставляя за собой мягкие клубы серой пыли.

Как потом рассказывал Гаев, намеченный план удалось выполнить без всяких отступлений. Правда, отряд то и дело натыкался на ощетинившиеся части противника, не раз вступал в короткие, но яростные бои. Однако к утру следующего дня, пройдя в общей сложности километров сорок, ему удалось пробиться к Ворскле. Немцы укрепились на левом берегу реки, сумев создать довольно надёжный рубеж обороны. Целый день (это было уже 21 сентября) передовой отряд пытался выбить врага с занимаемой им позиции. Милая украинская река, осенённая густым ивняком, стала для нас серьёзной преградой. Однако отряд Гаева за день серьёзно измотал фашистов, так что, когда вечером к Ворскле вышли основные силы дивизии, у немцев не было сил, чтобы противостоять нашему натиску, и, основательно обескровленные, они начали в беспорядке отступать. Дивизия приступила к форсированию Ворсклы.

#### Форсирование Днепра и гибель в бою
С выходом частей дивизии 1 октября 1943 года к р. Днепр Гаев внёс значительный вклад в форсирование Днепра подразделениями дивизии.
Полковник Гаев погиб на левом берегу р. Днепр в районе о. Яцков южнее д. Власовка на северо-запад от г. Кременчуг 05.10.1943 в боевой операции по форсированию Днепра. За эту операцию он был награждён орденом Отечественной Войны 1 степени (посмертно). В представлении было указано (сохранены орфография, грамматика оригинала и ошибка на 1 день в дате гибели):

В боях с 15.8.43 г. гвардии полковник ГАЕВ отдал все свои силы для осуществления поставленных боевых задач дивизии. 19.9.43 г. возглавил прорыв обороны противника ротой 39 Гв.СП на 10 автомашинах и 1-й самоходной пушкой. Благодаря его бесстрашного руководства вклинился в глубь обороны противника на 10-15 кл., рассредоточил его боевые порядки, сделал панику, противник отступая бросил транспортёры и автомашины, захваченные группой гвардии полковника Гаева. По выходе частей дивизии к Днепру с " 1 " 10.43 г. находясь на передовом НП на берегу р. Днепр руководил боевыми действиями частей, их переправой через р. Днепр, его хладнокровие, бесстрашие и выдержка дало возможность осуществления поставленной боевой задачи дивизии - форсирование Днепра. 6.10.43 г. пал смертью храбрых.
Генерал Бакланов, у которого П. В. Гаев был в дивизии заместителем, в своих мемуарах так описал обстоятельства его гибели:

В ночь на 3 октября дивизия приступила к переправе. Я стоял на берегу рядом со своим наблюдательным пунктом. Всё тонуло в чёрной, непроницаемой мгле. С Днепра доносились приглушённые всплески воды. Это на реку спускали лодки и плоты. Несколько минут не было слышно ничего, кроме этих всплесков и сдержанных, негромких команд. И вдруг с правого берега ударила артиллерия, в безумной спешке заметались лучи прожекторов, от чёрной реки к чёрному небу вздыбились могучие фонтаны, прибрежная полоса воды вскипела от тысяч осколков. Несколько плотов разлетелись в щепки от прямого попадания снарядов.
— Товарищ генерал,— тихонько на ухо сказал мне адъютант. — Войдите в укрытие!
Это было разумно. Я пошёл на наблюдательный пункт. ... Немцы били по острову из орудий и миномётов. Разрывы снарядов взметали в воздух тонны песка. Положение перебравшихся на остров осложнилось. ... Бой не затихал всю ночь. С рассветом он разгорелся ещё жарче. Я по-прежнему находился на своём наблюдательном пункте. В середине следующего дня с командного пункта, находившегося в полутора километрах от НП, за деревней, приехал полковник Гаев.
— Товарищ генерал, — бодро сказал он, — обед стынет.
Я обернулся. Высокий, плотный, подтянутый Гаев стоял за моей спиной, жадно поглядывая на стереотрубу.
— Хорошо видно? — Гаев подвинулся к трубе, шутливо оттесняя меня в сторону.
— Да погодите вы, — смеясь, ответил я, — сейчас вот правда уеду обедать, насмотритесь.
— Так ведь вам и пора! Договаривались же дежурить на НП по очереди, — продолжал шутливо ворчать Гаев.
Отдав несколько распоряжений, я сел в машину и поехал обедать. Через несколько минут мы уже подъезжали к командному пункту дивизии. ... На шум подъезжающей машины из кустов выбежал оперативный дежурный. Лицо его было так взволнованно, что я сразу почувствовал недоброе.
— Что случилось?
— Полковник Гаев убит, товарищ генерал, — доложил, придерживая дверцу машины, молодой офицер.
— Тут какая-то ошибка, — спокойно сказал я, поскольку только что видел Гаева живым, здоровым и даже смеющимся. — Откуда такие сведения?
— Звонили с наблюдательного пункта.
— Свяжитесь с ними, уточните.

К нашему великому горю, сообщение оказалось точным. ... Едва моя машина отъехала от наблюдательного пункта, как полковник Гаев со словами «Сейчас мы взглянем, что там происходит...» прильнул к окуляру стереотрубы. В тот же миг рядом с НП ухнул разрыв снаряда. ... Находившийся тут же радист бросился к нему, но полковник Гаев уже был мёртв. Осколок снаряда влетел в смотровую щель и попал Гаеву в голову, чуть выше левой брови. Через несколько часов мы отправляли тело нашего товарища в Полтаву для погребения. Я стоял и думал о том, как нам всем будет не хватать полковника Гаева, человека непреклонной воли, умного и глубоко душевного ...
Полковник Гаев был похоронен на городском кладбище г. Полтавы. В 1969 году перезахоронен в мемориале «Солдатской славы» в полтавском парке имени Котляревского.

### Семья
Павел был старшим из трёх сыновей в семье. Отец — рабочий Тагильского железоделательного завода, умер, когда Павлу было 8 лет. Мать работала поломойкой, потом проводником на железной дороге в г. Екатеринбурге, умерла в 1922 году. Средний брат Василий работал на железной дороге, был репрессирован, реабилитирован в 1962 году. Младший брат — Анатолий (1907—1954) — комсомольский и партийный работник, один из руководителей советской власти г. Челябинска (1937—1944).
Был женат, жена — Гаева Евгения Ивановна (род. в 1901 году), перед началом войны жила в г. Одессе откуда в 1941 году была эвакуирована с сыном в г. Челябинск, в послевоенное время жила в г. Киеве.
Сын — Гаев Ремар Павлович (род. в 1930 году), в 1949 году окончил Тульское СВУ (это был первый выпуск вновь созданного в 1944 году училища), а затем, в 1951 году, Львовское пехотное училище, офицер Вооружённых Сил СССР.

## Награды
- Наградное оружие — пистолет «браунинг» (1928)
- Ордена Красного Знамени (28.09.1943) и Отечественной войны 1-й степени (11.01.1944, посмертно)
- Медаль «ХХ лет РККА»

## Оценки
- Генерал армии А. С. Жадов, командующий армией, в своих мемуарах вспоминал[23]:

В боях на этих островках мы понесли немалые потери. Погиб заместитель командира 13‑й гвардейской стрелковой дивизии гвардии полковник П. В. Гаев. Не верилось, что нет с нами больше этого храброго, волевого, инициативного офицера.
- Генерал Г. В. Бакланов, у которого Гаев был в дивизии заместителем, в своих мемуарах так охарактеризовал его[1]:

Мой бессменный заместитель, моя правая рука, бесстрашный человек, про которого солдаты шутя говорили, что он от пуль заговорённый.
- Из воспоминаний ветерана 13-й гвардейской стрелковой дивизии гвардии сержанта Липы Ароновича Гурвица[24][25]:

... комдив Бакланов Г.В. получил приказ выйти из Кременчуга и расположиться в районе села Недогарки, севернее города километрах в 5-6 от него. Сапёры начали готовить переправу для форсирования Днепра. Мобилизовали в деревне все лодки, бочки, плетни, брёвна сгоревших домов, поваленные деревья. Наблюдательный пункт командира дивизии был рядом с КП нашего, 34-го полка. На берегу, несмотря на сильный артобстрел противника, за подготовкой плавсредств наблюдал зам. командира дивизии полковник Гаев, беспечно прогуливавшийся вдоль берега. Это была очень импозантная фигура: высокого роста, крупного телосложения, с развивающейся на ветру седовласой шевелюрой. Мне он чем то напоминал короля Лира. Полковник Гаев ходил вдоль берега как заворожённый от снарядов и мин, долетавших с правого берега Днепра, и палкой подгонял сапёров, собирал свободных от дел солдат, торопил с подготовкой переправы. Но на войне никто не был застрахован. Полковник Гаев был убит от разрыва снаряда рядом с НП комдива.

## Память
- Гаев упоминается в Книгах памяти Челябинской области[26] и Свердловской области[27]
- В составе музейной экспозиции подмосковного парка «Патриот» в рамках проекта «Дорога памяти» создана электронная страница памяти П. В. Гаева[28]
- Могила Гаева является частью мемориала «Солдатской славы» в Полтаве[18]